# HIPERMAN
HIPERMAN (HIgh PErformance Radio Metropolitan Area Network) indica lo standard creato dall'European Telecommunications Standards Institute (ETSI), in particolare dal gruppo Broadband Radio Access Networks (BRAN), per dotare l'Europa ed altri paesi che aderiscono agli standard ETSI di una rete di comunicazione wireless sulla banda di 2 - 11 GHz. HIPERMAN è l'alternativa Europea a WiMAX  ed a IEEE 802.16.